# 名古屋南ジャンクション

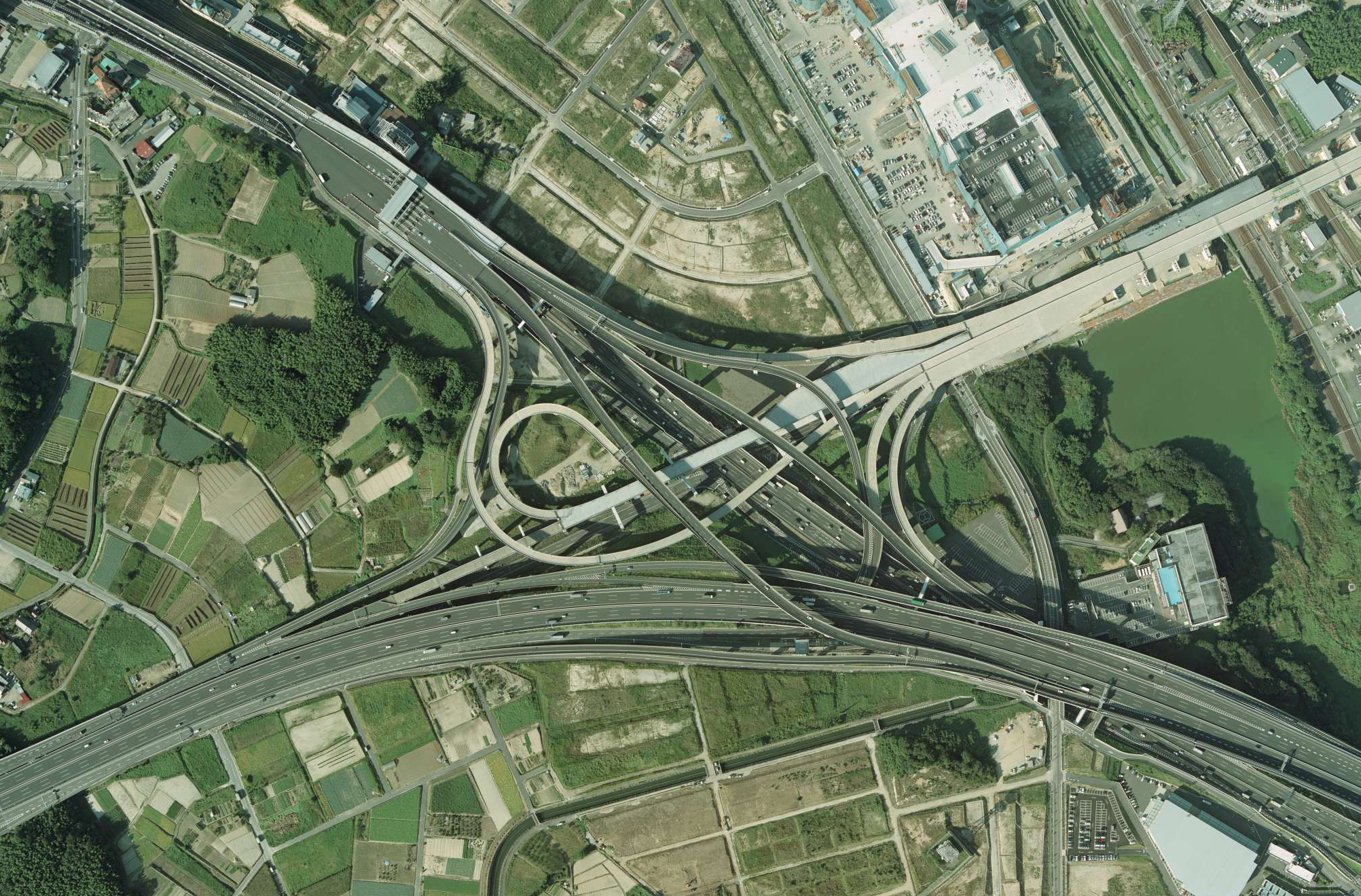
名古屋南ジャンクション（2007年）。右上が名二環、右下から左下の直線道路が伊勢湾岸自動車道、左上が名古屋高速3号大高線。右端で東海道本線、東海道新幹線と交差。
出典：『国土交通省「国土画像情報（カラー空中写真）」（配布元：国土地理院地図・空中写真閲覧サービス）』

名古屋南ジャンクション（なごやみなみジャンクション）は、愛知県名古屋市緑区にある伊勢湾岸自動車道、名古屋第二環状自動車道及び名古屋高速3号大高線を結ぶジャンクション(JCT)である。名古屋南インターチェンジ(IC)が併設されている。
料金圏の相違として、名古屋高速3号線大高線と名古屋環状自動車道は、大都市近郊区間料金を水準にする対距離制が、伊勢湾岸自動車道については地方制が適用されている。

## 概要
名古屋市の南東部に位置し、市内の都市高速と環状道路、周辺高速道路を連携させることで、名古屋市街やその近郊都市と、三重、関西、愛知県知多・三河地域、静岡や中部国際空港などへの中長距離地区を結ぶ際の要衝となっている。
東方向に名二環、北方向に名古屋高速、南西方向に伊勢湾岸自動車道が配され、伊勢湾岸自動車道が直進する形態を採っている。この3路線との接続のほかに、伊勢湾岸自動車道名古屋南ICおよび大府IC一部出入口を併用するなどして14本の道路が存在し、接続道路数のうえでは垂水JCT（兵庫県神戸市垂水区）と並んで国内最大規模のジャンクションとなっている。JCT形状はセミ・クローバー型で、東西約400 m、南北約300 mの長さを有し、北東側は東海道新幹線と東海道本線を跨ぐなどして周辺交通を巻き込んだ大規模な道路施設となっている。1998年（平成10年）の開業当初は名古屋南ICのみが設置され、その後、各路線の延伸開業に伴って道路を積み増すプロセスを経て現状の四層構造となった。また、ジャンクション設置に伴って併設する国道23号の拡幅も併せて行われた。なお、正式名称が決定されるまでは「国道23号東インターチェンジ」の仮称であった。
道路構成は、ジャンクションを通過する本線と、接続する各高速道路および名古屋南ICと大府IC（豊田方面入口と同方面からの出口）に出入するための側道および各方面を接続するランプウェイの3つから成っている。このため、伊勢湾岸自動車道本線から各方面に分岐の場合、最初のステップとして本線から側道に分岐する。構造上、この側道を走り続けることで、伊勢湾岸自動車道本線に戻ることが可能となっている。
基本的に高速道路同士を接続する施設であるため、一般道路（国道302号、国道23号）とは接続しない。ただし、併設する名古屋南ICでは一般道路に接続するが、これは伊勢湾岸自動車道四日市方面の利用者に限られ、伊勢湾岸自動車道豊田方面および名二環・名古屋高速利用者は構造上、出入りできない。このため、当該利用者が当JCT近辺で出入する場合は大府IC（名二環の場合は有松IC、名古屋高速の場合は大高出入口）を利用する。
東名阪自動車道均一料金区間（高針JCT - 名古屋西JCT間）が名古屋第二環状自動車道（名二環）に改称された契機を与えたのは、2011年（平成23年）3月の名古屋南JCT - 高針JCT間の延伸開業である。仮に東名阪自動車道の名称で名古屋南JCTに延伸した場合、静岡、豊田方面からの伊勢湾岸自動車道利用者が三重県方面への近道と勘違いして環状道路に進入し、遠回りすることが懸念されたことから、延伸を契機として道路名称を変更することになった。

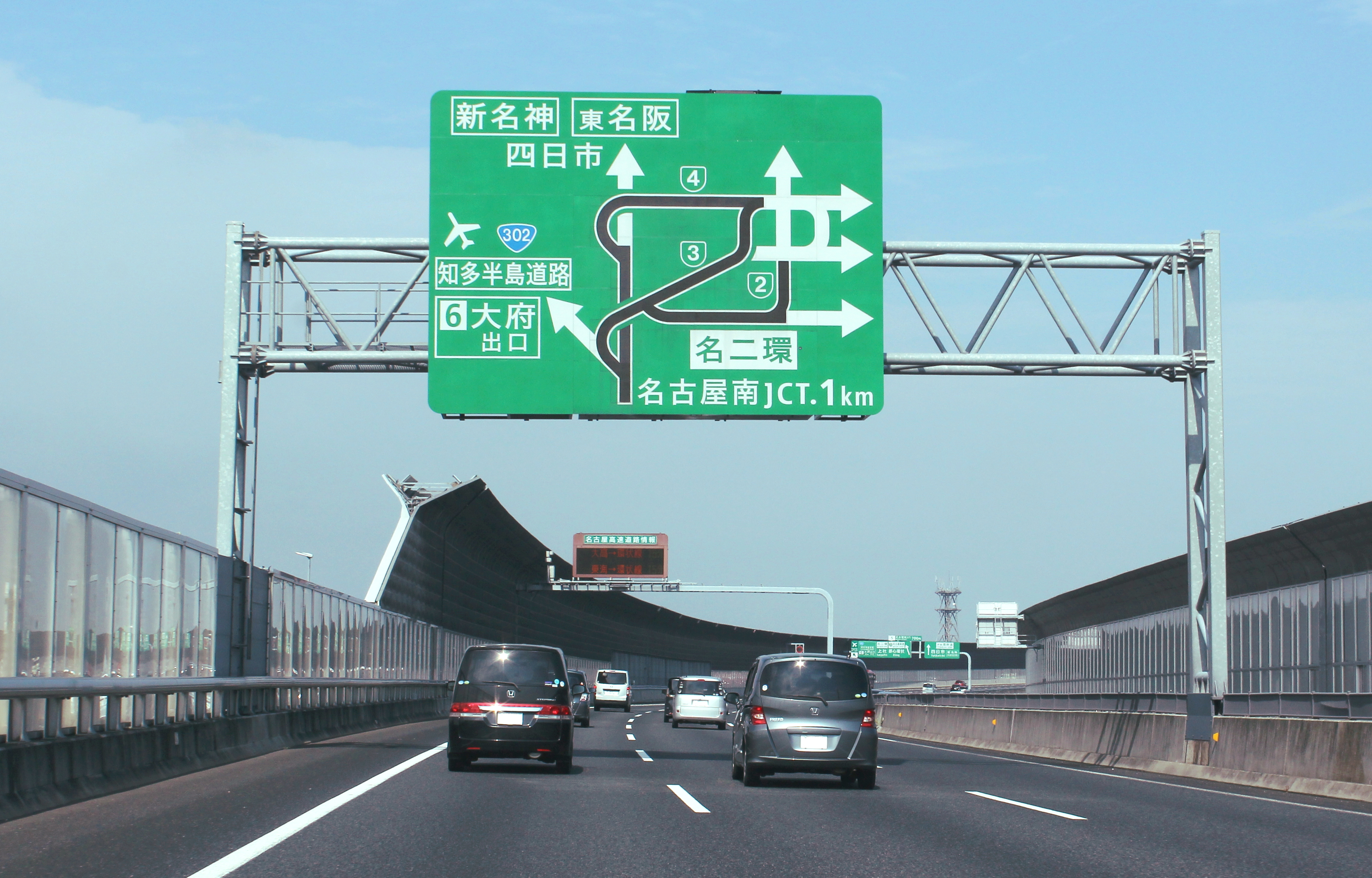
伊勢湾岸道下り本線上の分岐案内。各高速道路へは側道へ流出することを予告する（東海JCTの案内も兼ねる）
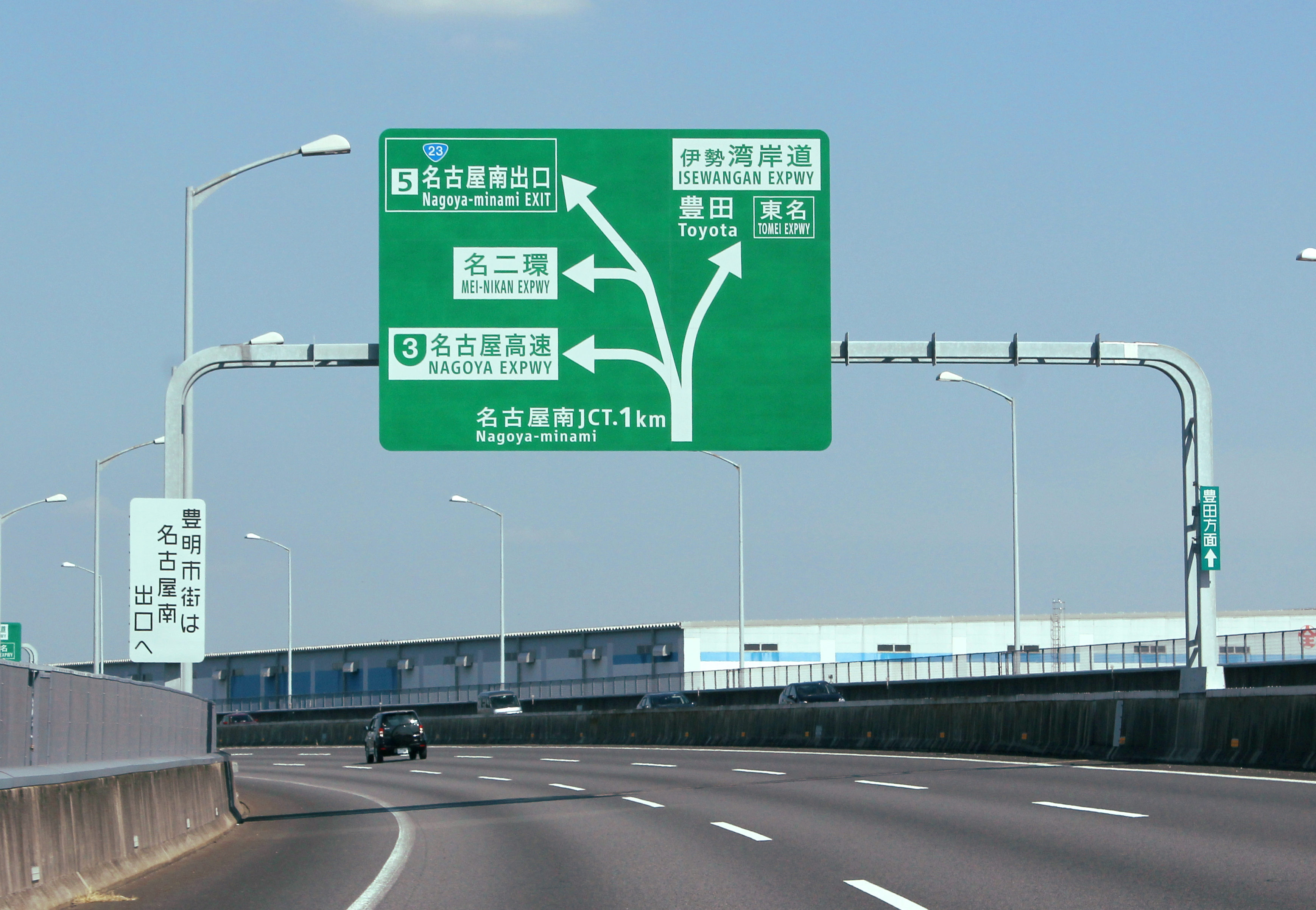
伊勢湾岸道上り本線上の分岐案内
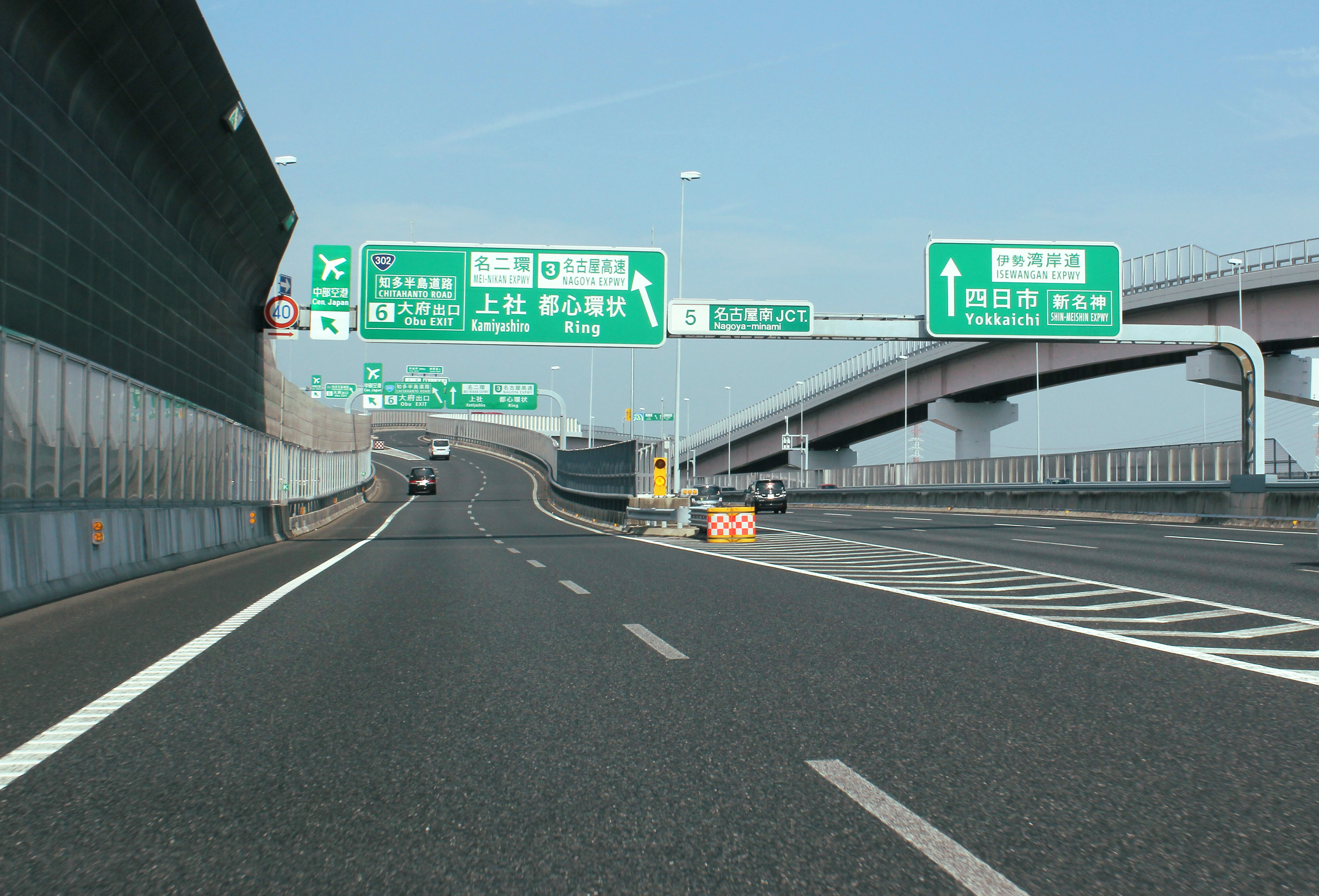
下り本線の側道への分岐路
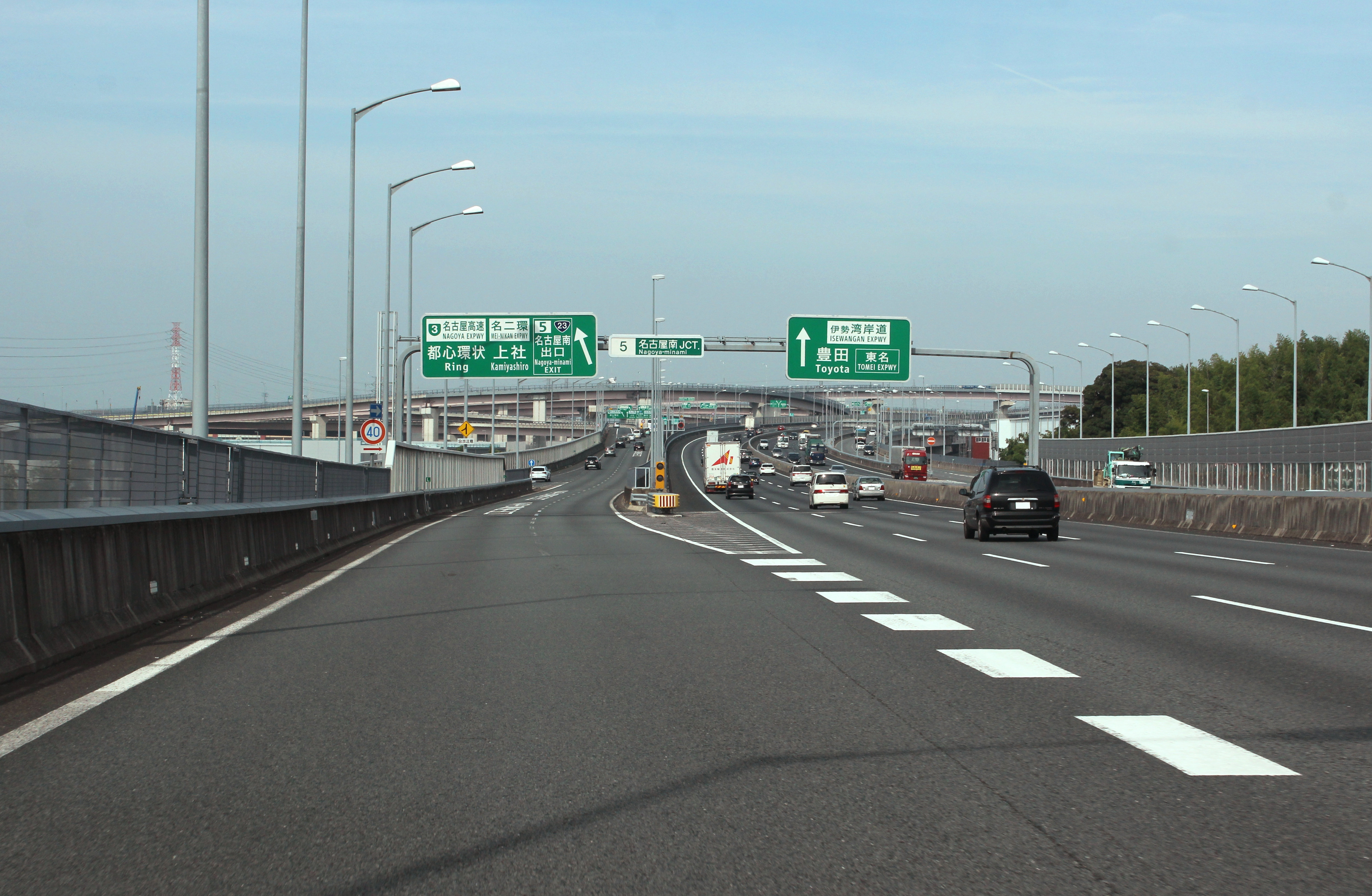
上り本線の側道への分岐路

## 歴史
- 1988年（昭和63年）5月9日 : 名古屋市が伊勢湾岸自動車道東部区間の都市計画原案をまとめ市議会に報告。ここでジャンクションの形状を報道公開した[3]。
- 1998年（平成10年）3月30日 : 名古屋南IC - 名港中央IC間開通により当ジャンクションは名古屋南ICとして供用開始[7]。ただし、下り飛島方向のみの供用で、上りは大府IC - 名古屋南IC間は供用なしとされた[8]。
- 2003年（平成15年）3月23日 : 豊明IC - 名古屋南IC間開通。同時に名古屋高速3号大高線の大高出入口 - 名古屋南JCT（伊勢湾岸自動車道と直結）間開通に伴い3号大高線と接続。これによりジャンクションとなる[9]。
- 2011年（平成23年）3月20日 : 名古屋第二環状自動車道（名二環）名古屋南JCT - 高針JCT間開通に伴い名二環と接続[10]。

- 2021年(令和3年)5月1日　名古屋第二環状自動車道が全線開通。大都市近郊区間が適用され、料金が変更される。なお、伊勢湾岸自動車道については適用されず料金は従来のまま。

## 料金所
レーン運用は、時間帯やメンテナンスなどの事情によって変更される場合がある
名古屋高速に乗り継ぐ場合、名古屋高速の料金は星崎本線料金所で支払う。このため、名二環→名古屋高速乗継の場合は当JCT内で料金所を通過しない。

### 名古屋南第一料金所
E1A 伊勢湾岸自動車道 四日市方面出入口

※構造上、この料金所を通過した場合には、名二環(上社JCT方面)や、名古屋高速3号線に向かうことは出来ない。
詳細は名古屋南ICを参照

### 名古屋南第二料金所
名古屋高速 → E1A 伊勢湾岸道乗継
通行券を発券する。
- レーン数 : 3[12]
  - ETC専用 : 1
  - ETC/一般 : 1
  - 一般 : 1

E1A 伊勢湾岸道 →  名古屋高速乗継
伊勢湾岸道の名古屋南までの料金を収受する。
- レーン数 : 5[12]
  - ETC専用 : 2
  - 一般 : 3

### 名古屋南第三料金所
C2 名二環 → E1A 伊勢湾岸道乗継
通行券を発券する。
- レーン数 : 2[11]
  - ETC専用 : 1
  - ETC/一般 : 1

E1A 伊勢湾岸道 → C2 名二環乗継
伊勢湾岸道の名古屋南までの料金と、名二環の料金を徴収する。ただし、名二環については大都市近郊区間に含まれているため、対距離制料金となる。なお、休日割引については、利用できない。
- レーン数 : 3[11]
  - ETC専用 : 1
  - ETC/一般 : 1
  - 一般 : 1

 名古屋高速 → C2 名二環乗継
名二環の料金のみ支払い（混在レーン側は自動精算機での対応）。
- レーン数 : 2[11]
  - ETC専用 : 1
  - ETC/一般 : 1

## 隣
E1A 伊勢湾岸自動車道
(4) 豊明IC - (5) 名古屋南IC/JCT - (6) 大府IC
C2 名古屋第二環状自動車道
(5) 名古屋南JCT - (1) 有松IC - (2) 鳴海IC
 名古屋高速3号大高線
(308,318) 大高出入口 - (5) 名古屋南JCT
伊勢湾岸道および名二環から名古屋高速に乗り換えた場合、最初の一般道への出口は呼続出口となる。

## 施設外観

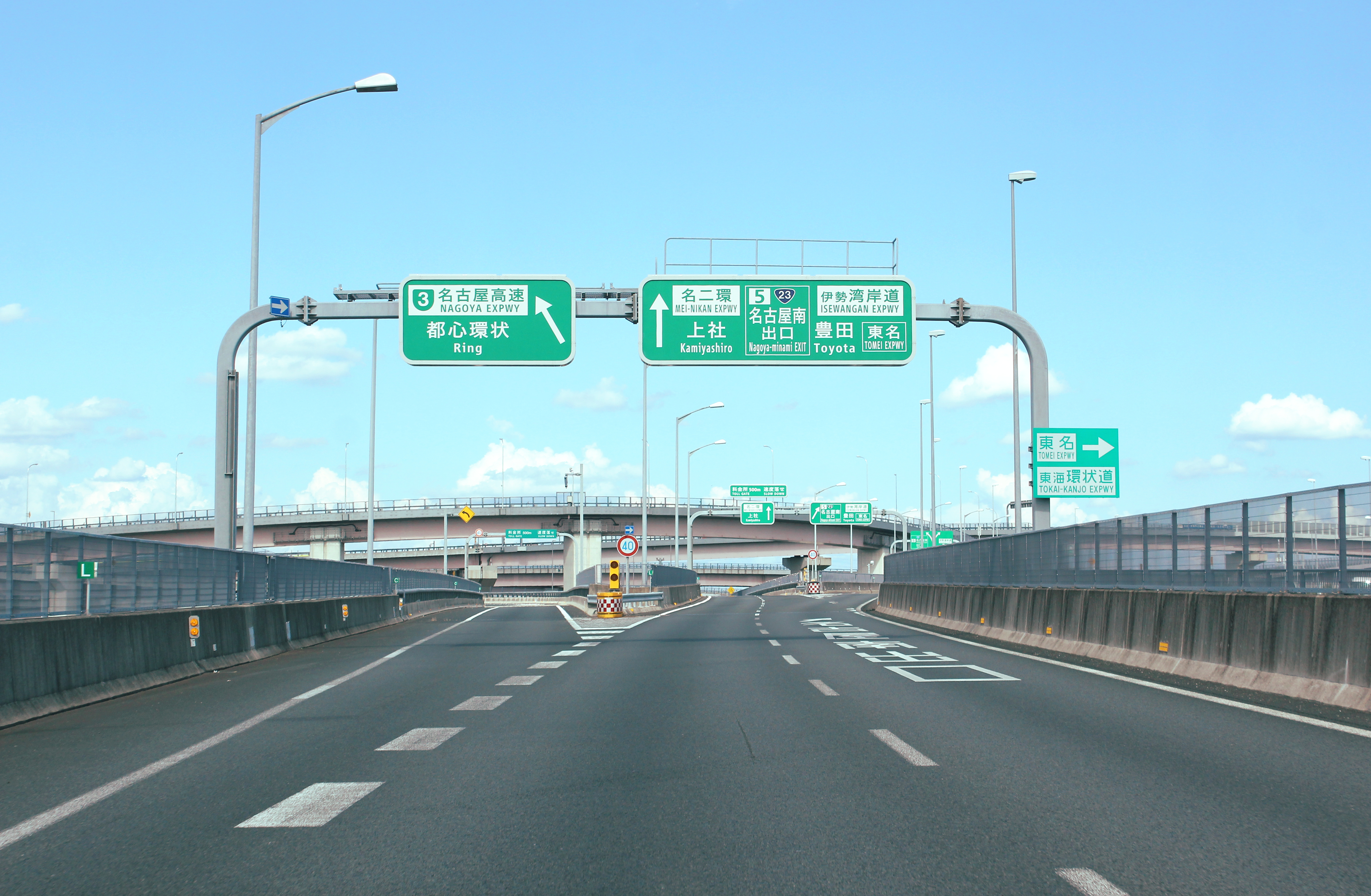
上り線側道流入後、名高速、名二環、名古屋南ICの順に分岐路が次々と現れる
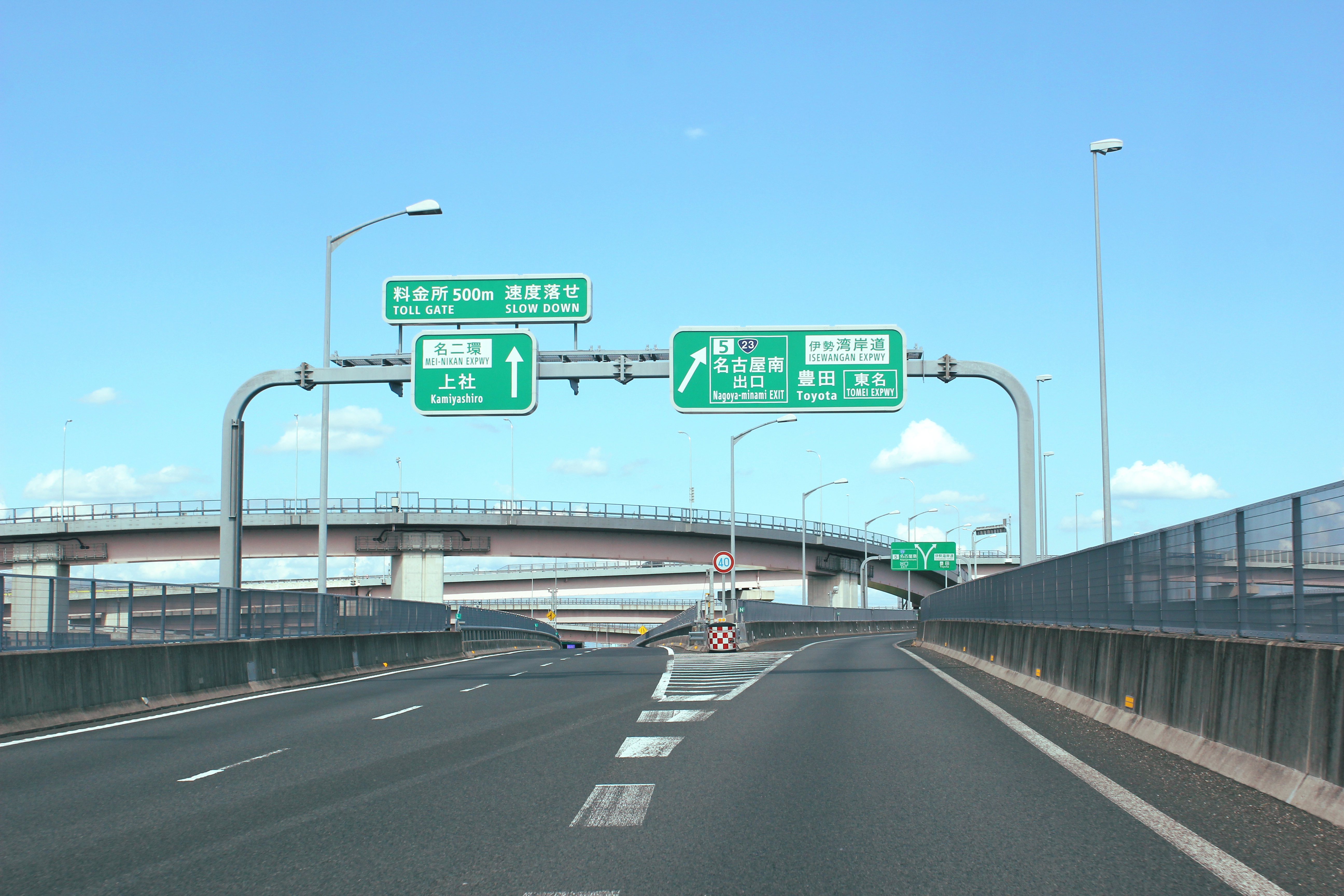
伊勢湾岸上り・大府IC→名二環・名古屋南IC出口・本線への分岐路
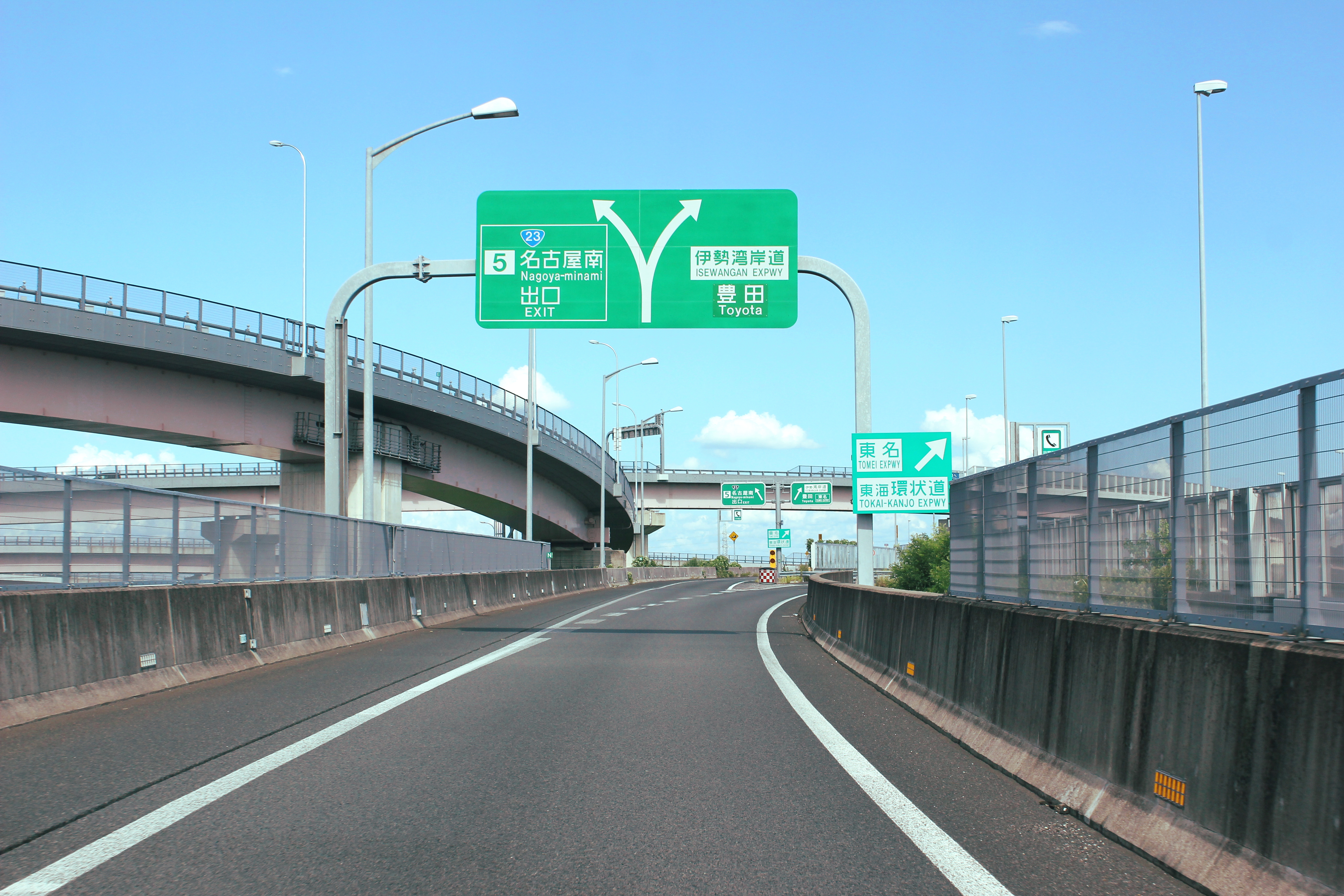
側道における名古屋南IC出口（左）への分岐部。直進すると豊田方面行き本線に流入する
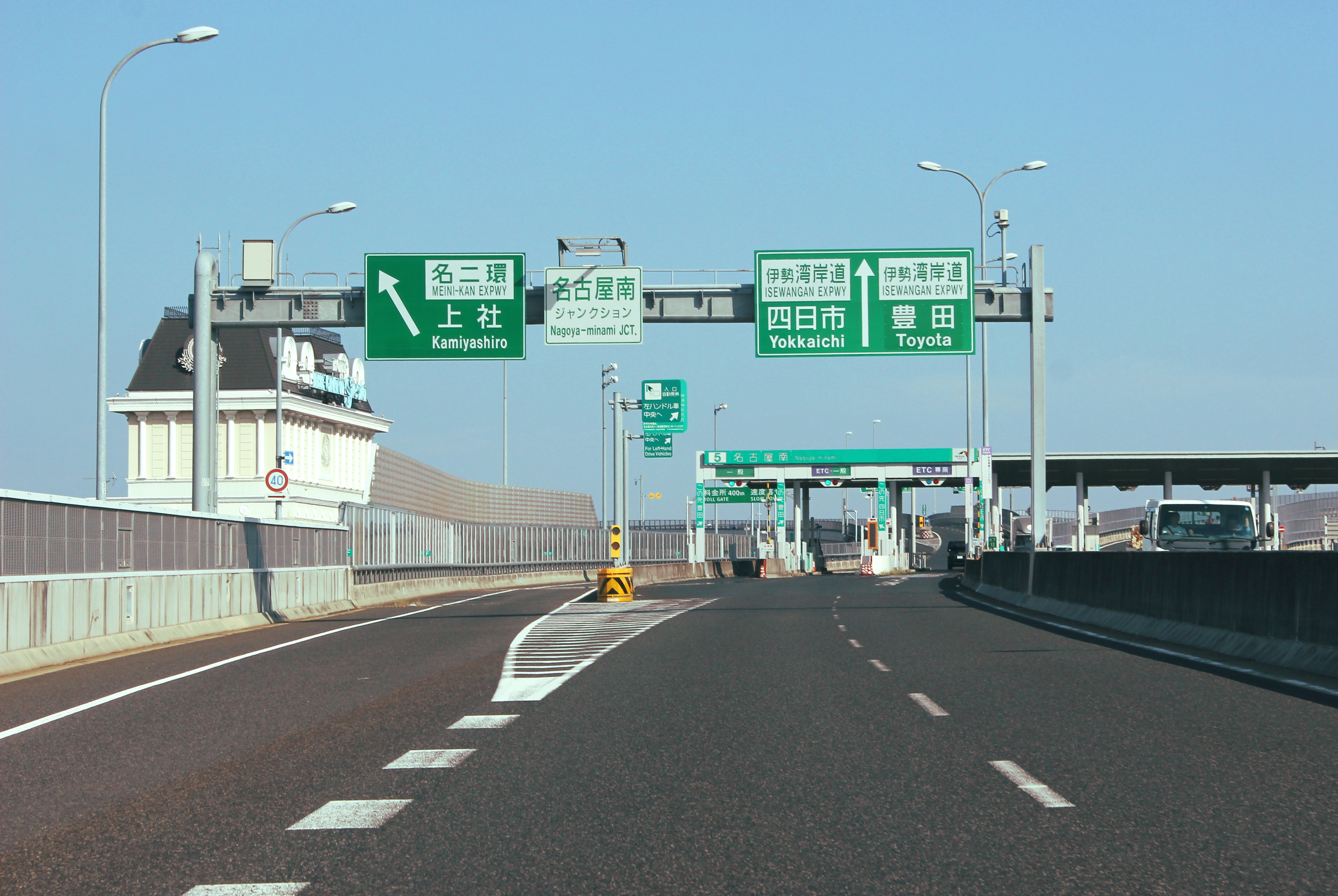
名古屋高速3号大高線から伊勢湾岸道と名二環への分岐路
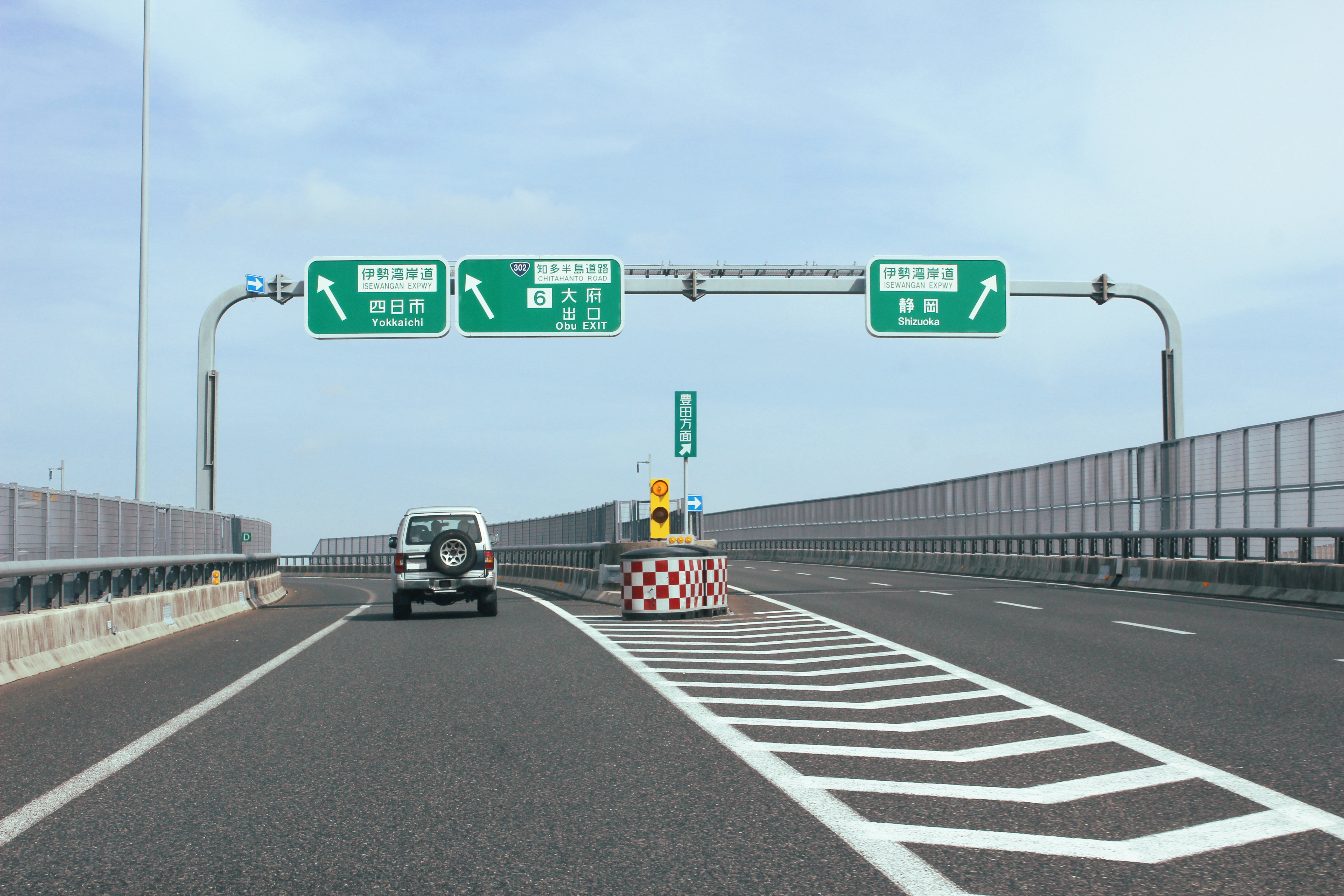
名古屋高速3号大高線から上下伊勢湾岸道への分岐路
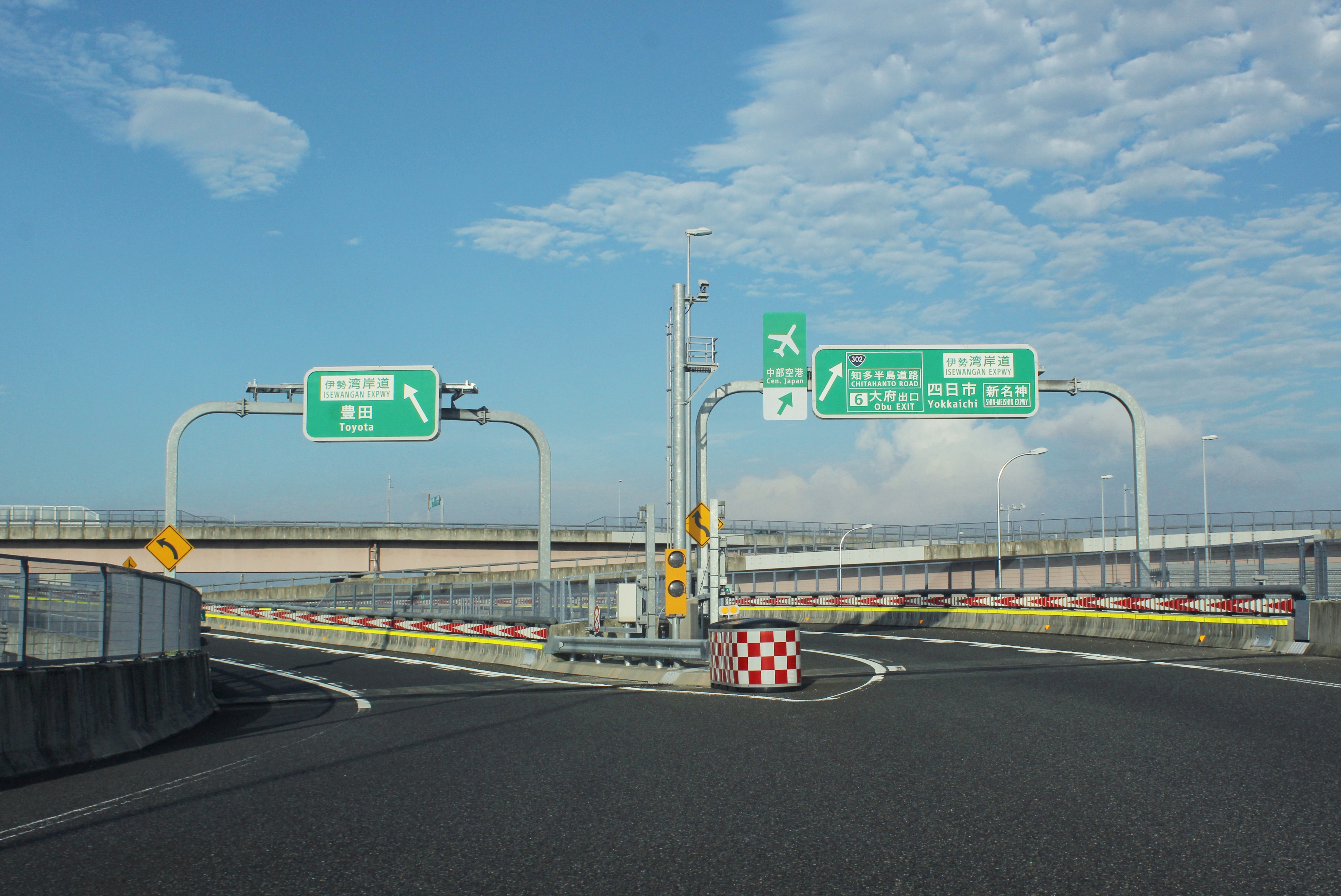
名二環→伊勢湾岸・知多半島道路方面への分岐路
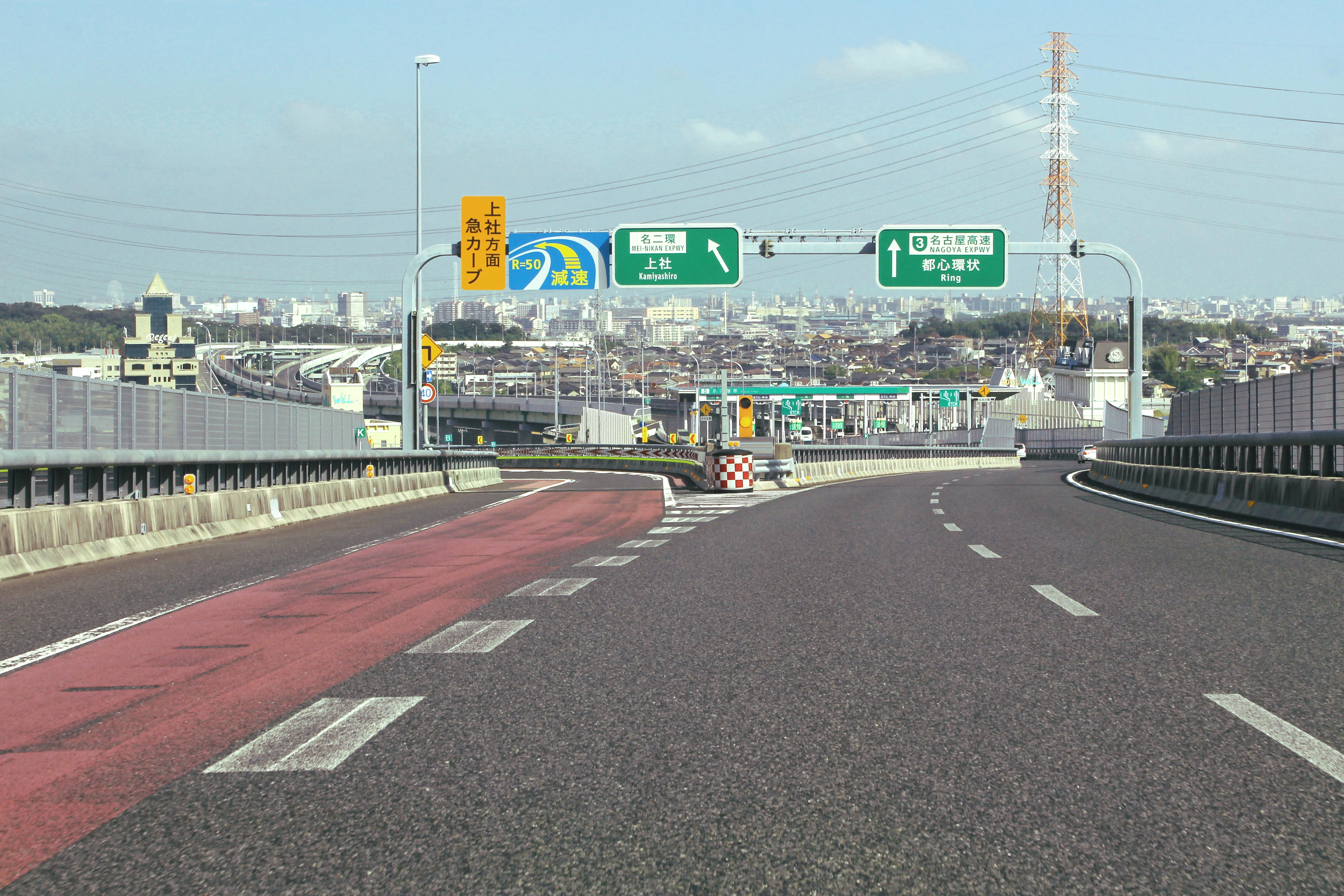
伊勢湾岸（下り）ランプウェイ上の名二環と名古屋高速方面への分岐路。左側遠くに大高ICを望む。
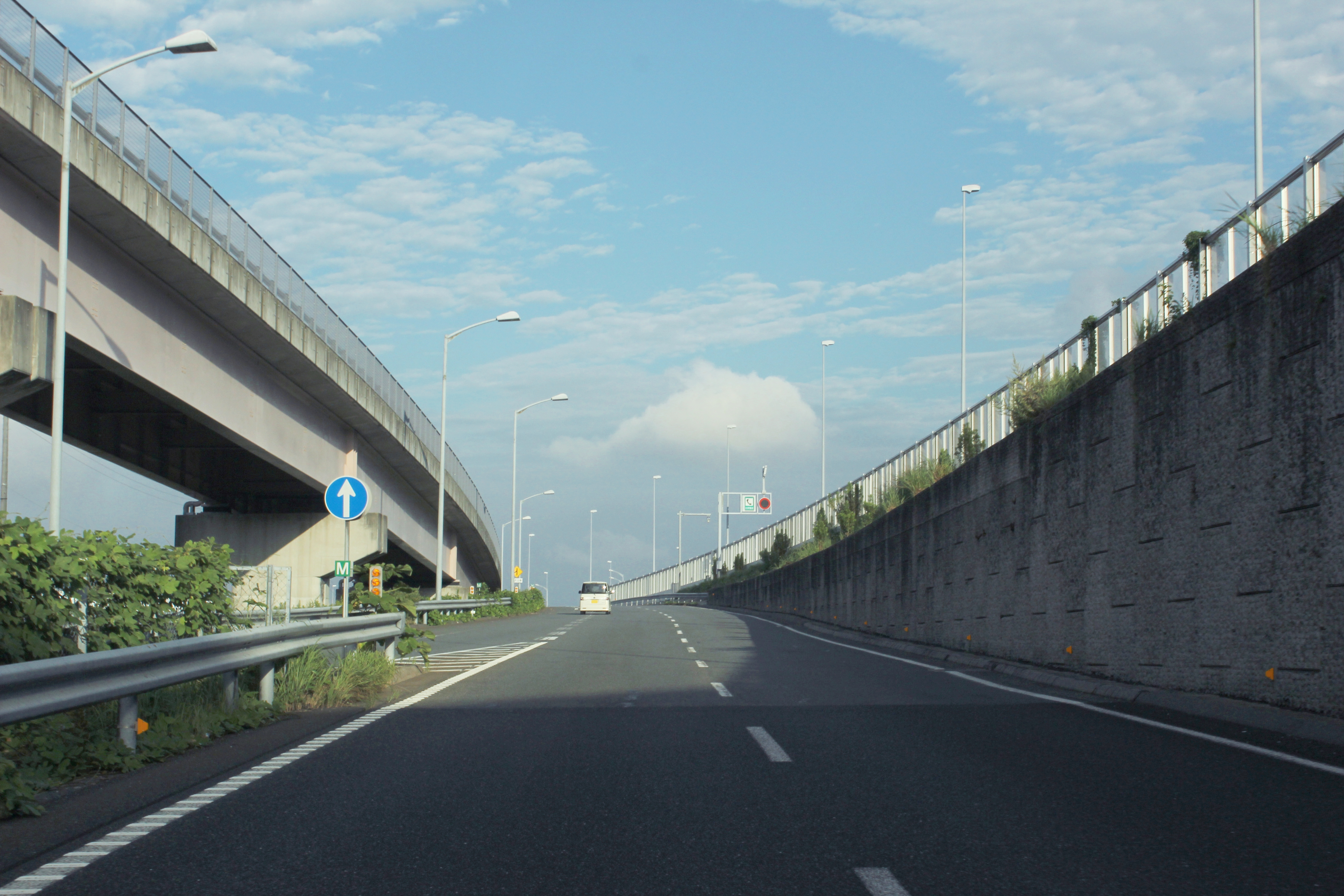
名古屋高速・名二環→伊勢湾岸下りと大府IC・中部国際空港方面へのランプウェイ。名古屋南IC入口からのランプが左から合流
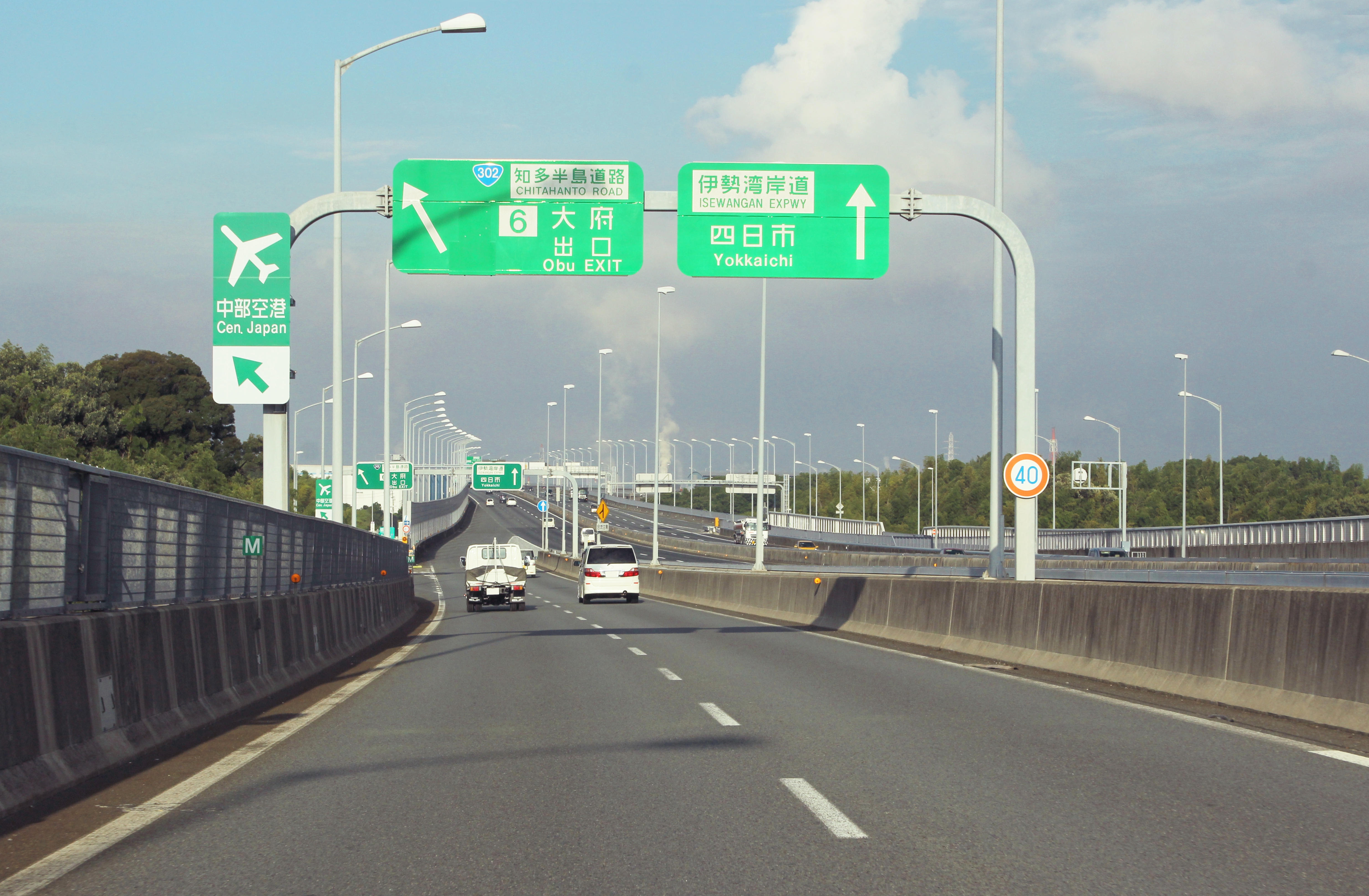
側道における大府IC出口（左）への分岐部。直進すると四日市方面行き本線に流入する（大府ICが当JCTの一部分を形成していることが判る）
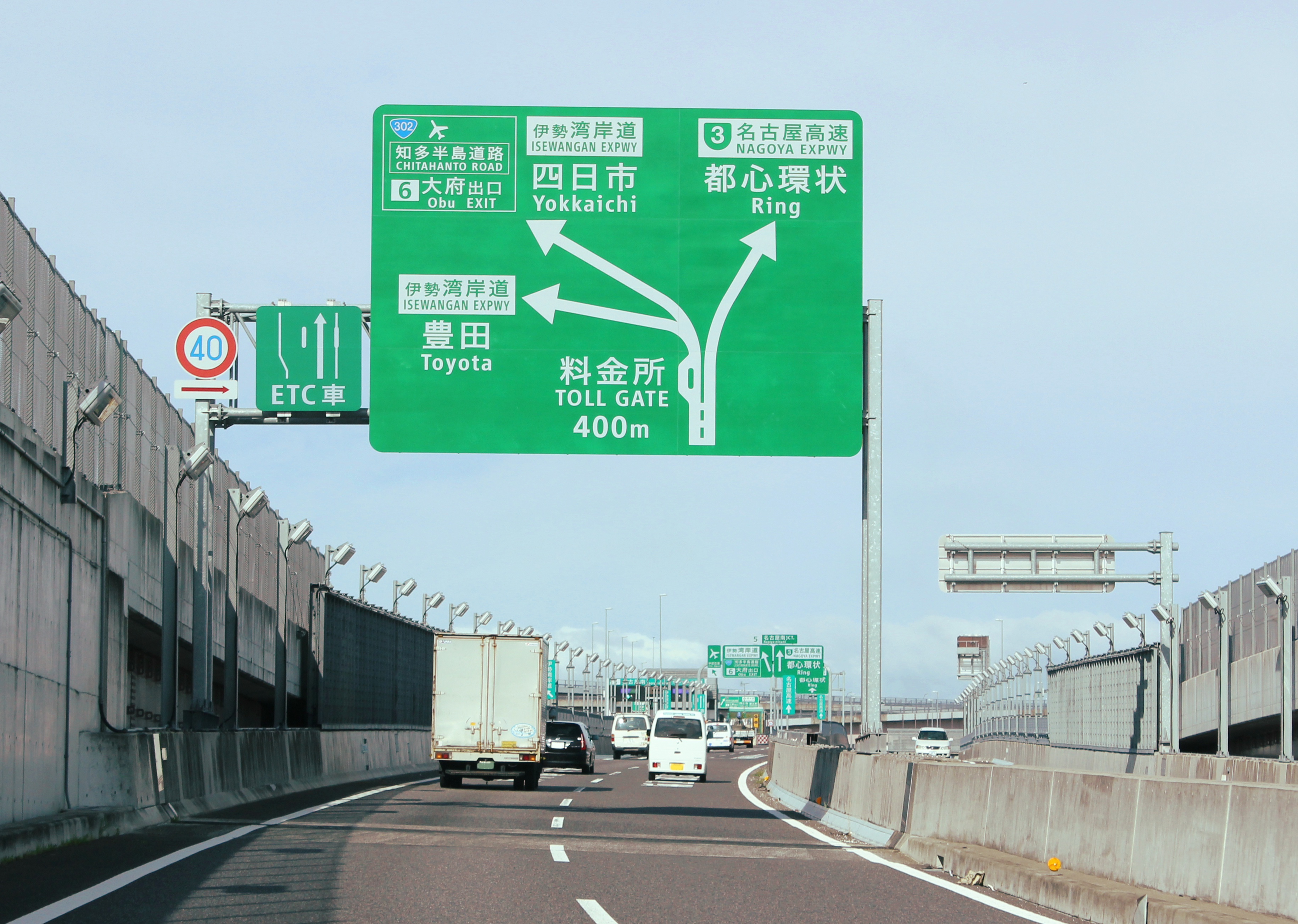
名二環→名古屋高速へは星崎料金所で収受のため当JCTの料金所はない
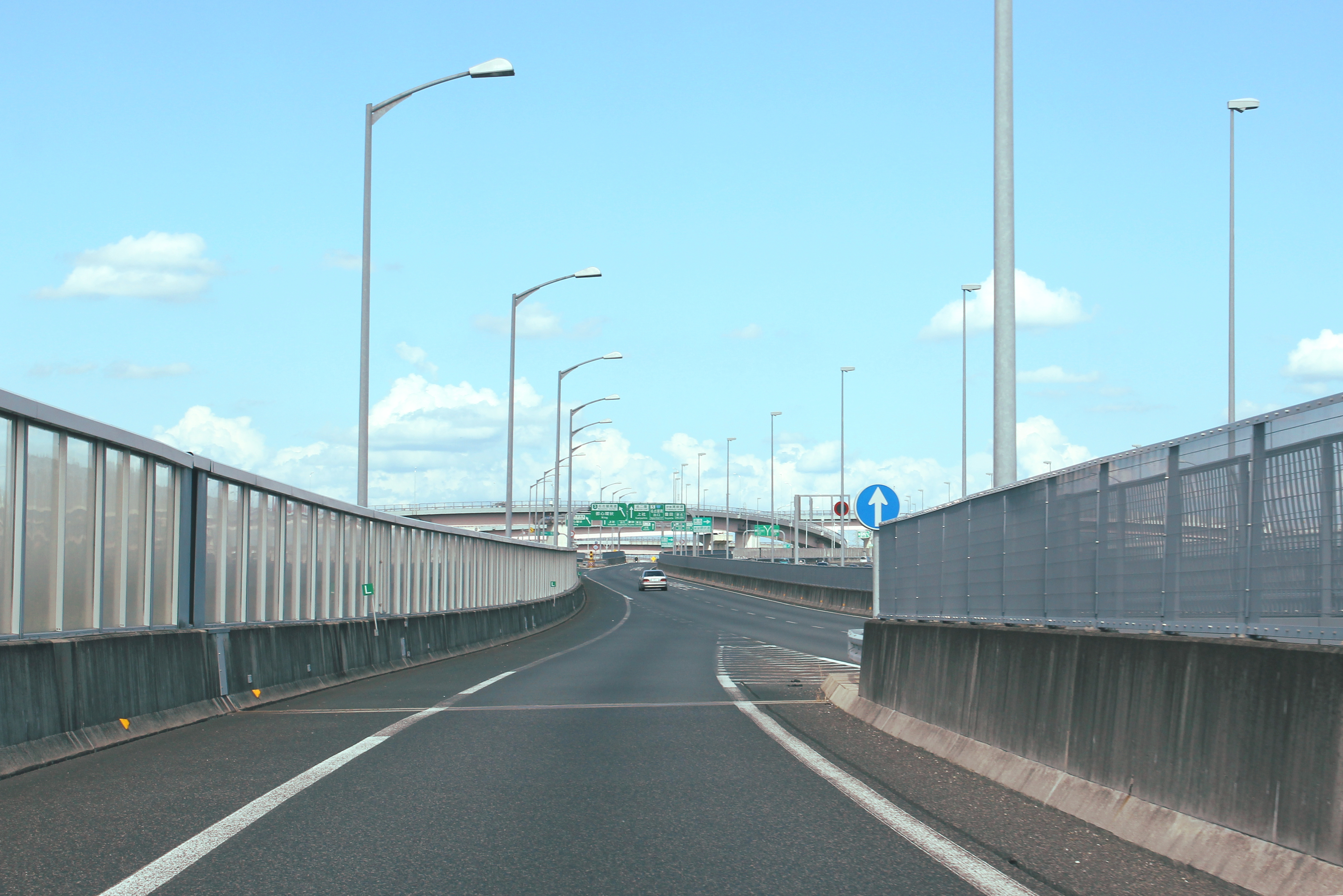
大府IC豊田方面入口からのランプを昇ると名古屋南JCT上り側道に流入する
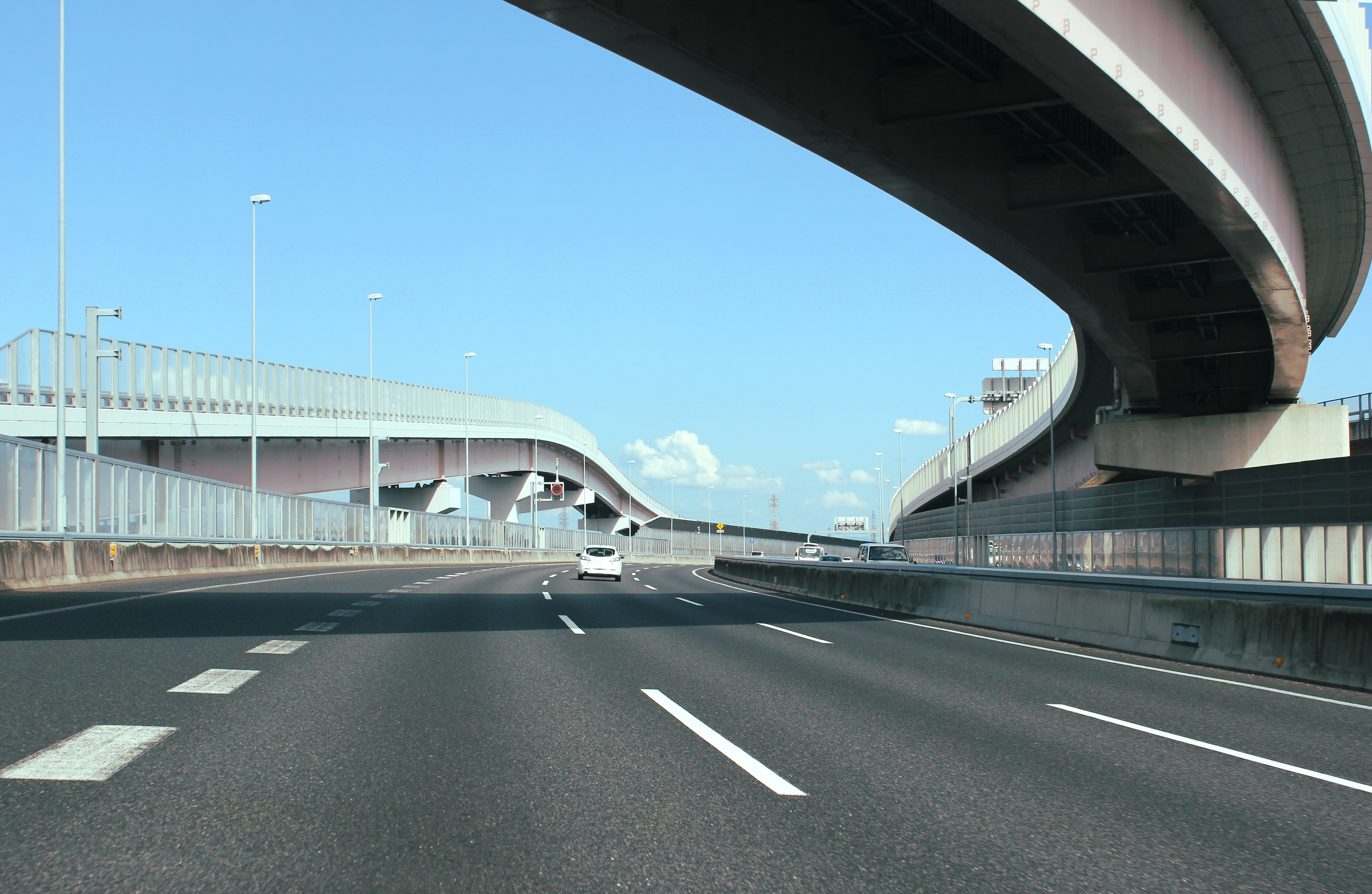
上り本線。左のランプは名古屋南IC出口への道路、本線を横切るのは名高速と名二環への下りランプ
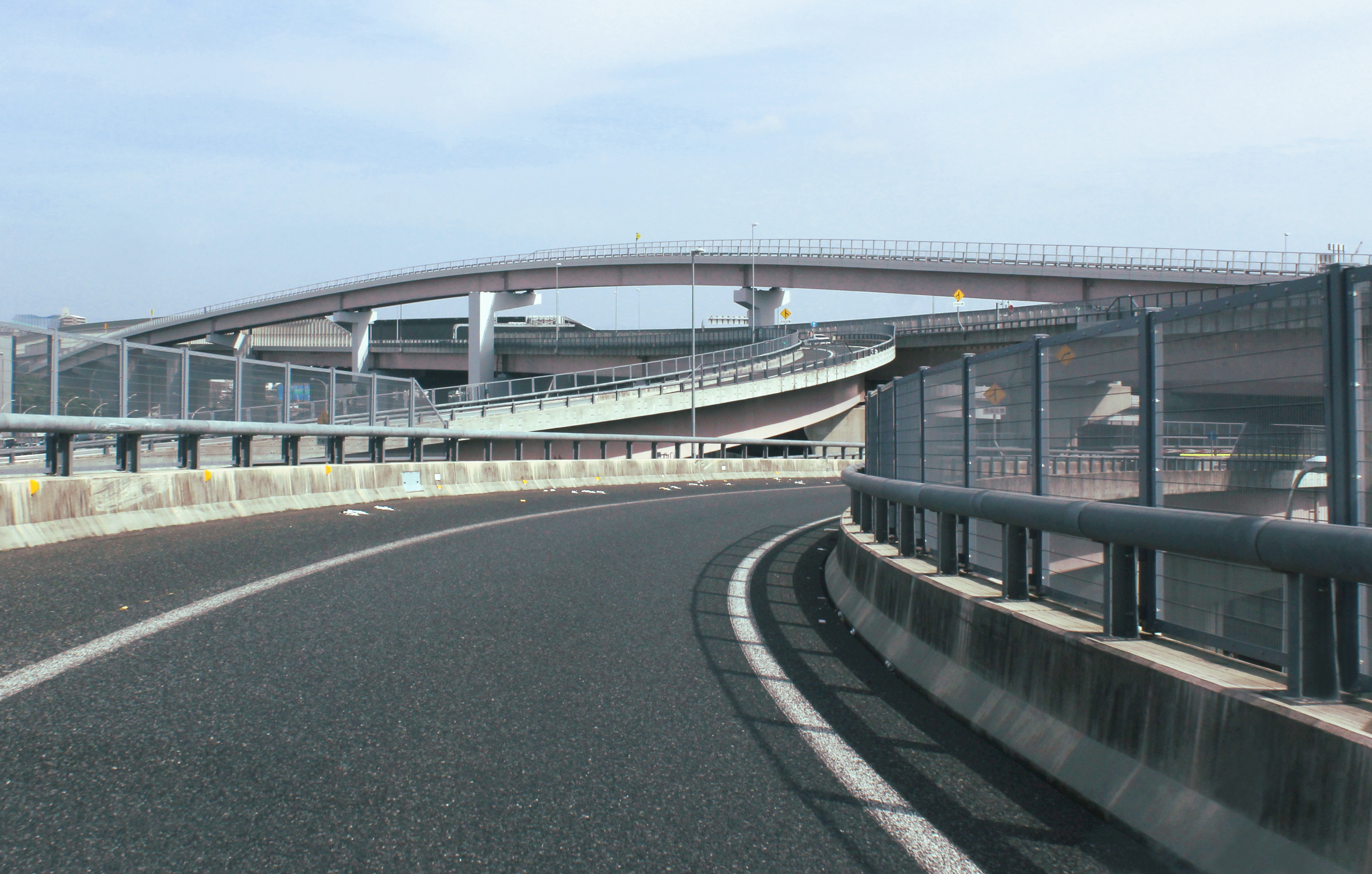
左へ急カーブするランプは名二環→伊勢湾岸道豊田方面への連絡路で、そのまま本線に合流。その上を名古屋南出口へのオフランプが跨ぐ （この構造から名二環→名古屋南出口へは連絡しない）
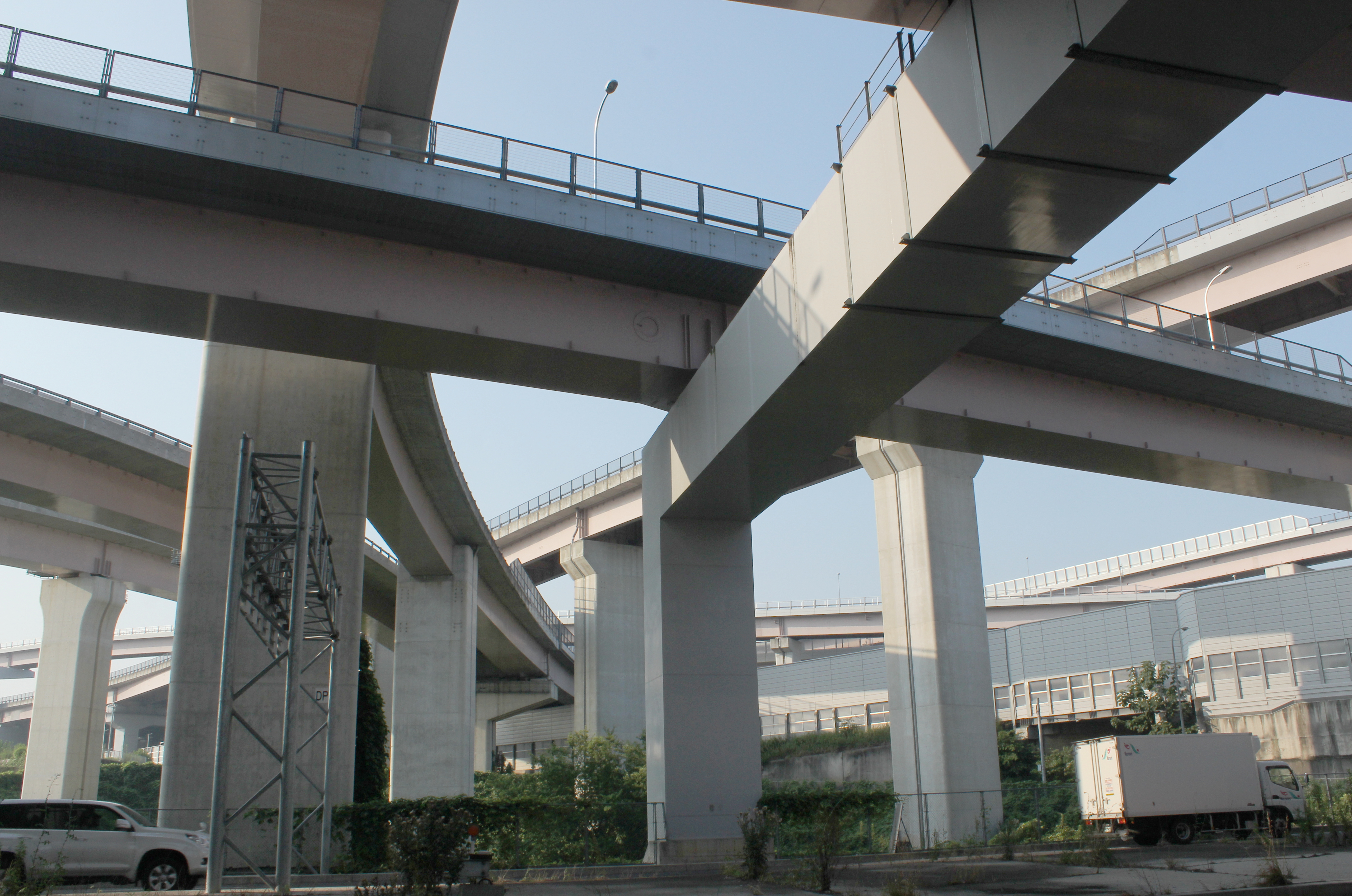
4層構造のJCT。20年間に渡り空間を計算しながら設計された
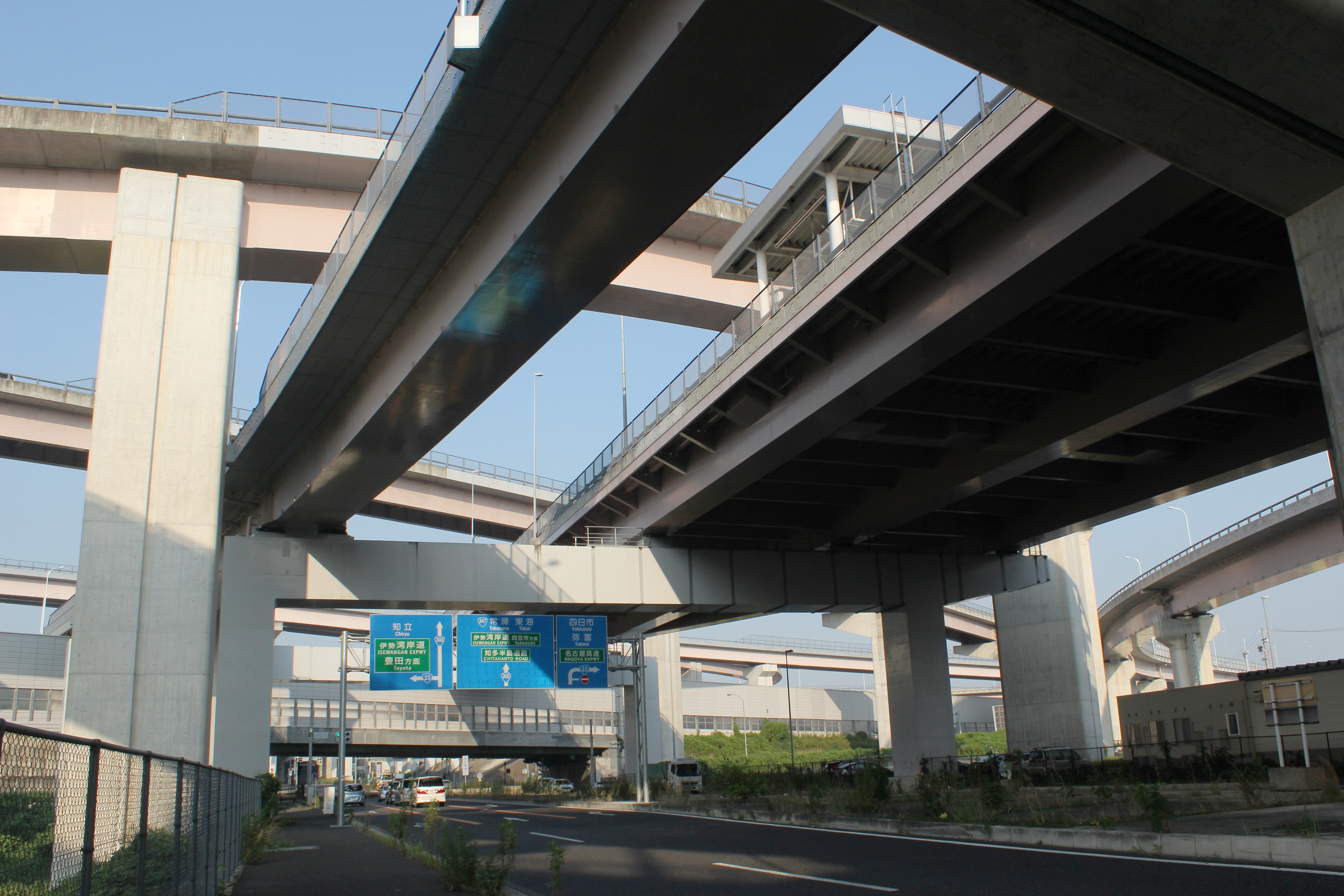
JCT直下に国道23号名古屋南ICを設置